# Ida Asplund
Ida Asplund, född 30 november 1979 i Umeå, är en finlandssvensk och svensk jurist, nationalist och aktivist inom språk- och rättighetsfrågor. Asplund är verksam som universitetslektor vid Umeå universitet (2024).

## Biografi

### Uppväxt och studier
Asplunds far är finlandssvensk från Kantlax i Österbotten och hennes mor är rikssvensk från Boliden. Under uppväxten har hon bott i såväl Österbotten som Västerbotten.
Asplund har studerat juridik vid Umeå universitet. Där var hon bland annat ordförande för Finlandssvenska nationen.

### Karriär
Efter studierna var Asplund verksam som notarie vid Länsrätten i Norrbotten. Mellan 2009 till 2021 arbetade hon som jurist vid Umeå universitet.
År 2021 blev Asplund juris doktor vid Umeå universitet. Hon är numera (2024) verksam som universitetslektor vid samma universitet.

### Engagemang i språk- och rättighetsfrågor
I 20-årsåldern blev Asplund en del av ledningen för Finlandssvensk samling. Från 2005 var hon föreningens ordförande.
I februari 2005 publicerades en intervju med Asplund av Helsingin Sanomats bilaga NYT om hennes engagemang för finlandssvenskan. I intervjun menade hon att finlandssvenskarna var en egen etnisk grupp och nation, vilket hon bland annat baserade på forskning som skulle visa att Österbotten bebotts av germaner "sedan tusen år". Vidare menade hon att författare som Tove Jansson och Johan Ludvig Runeberg enbart kunde ses som finlandssvenskar. Intervjun vållade debatt i finlandssvenska tidningar, till exempel menade Svenska folkpartiets ordförande Jan-Erik Enestam att uttalandena var till skada för finlandssvenskheten.
I november 2005 deltog hon i programmet Strömsö. Asplund ledde Finlandssvensk samling i några år med hade därefter en lägre profil i debatten.